# Автошлях E951
Європейський маршрут E951 — європейський автомобільний маршрут категорії Б, що проходить по території Греції і з'єднує міста Яніна та Месолонгіон.

## Маршрут
Весь шлях проходить через такі міста:
- - E90, E92, E853 Яніна
  - Амфілохія
  - Агрініон
  - E55 Месолонгіон